# Анимос (кинокомпания)
Кинокомпания «Анимос» — преемник и продолжатель работы Киновидеостудии «Анимос». Компания специализируется на производстве анимационных и документальных фильмов, анимационных рекламных роликов. Сейчас «Анимос» развивает несколько приоритетных направлений: анимационные образовательно-развлекательные сериалы для самых маленьких и традиционное для студии направление — авторская короткометражная анимация.
В 2006 году на 17 Международном фестивале анимации в Загребе дипломом жюри отмечена российская студия «Анимос» за адаптацию детской литературы.

## История создания
Студию «Анимос» основал в 1999 году Тенгиз Александрович Семёнов, известный кинорежиссёр, продюсер, сценарист, лауреат Ленинской премии СССР, Заслуженный деятель искусств. Художественный руководитель авторской анимации — Наталья Орлова, режиссёр и художник анимационного кино, лауреат Государственной премии СССР.
Первым анимационным фильмом студии стал фильм «Моби Дик» (режиссер Наталья Орлова), снятый совместно с телекомпаниями BBC-1, S4C (Великобритания) и HBO (США) в проекте «Мировая классика».
С 1999 года «Анимос» продолжает совместную работу с иностранными партнерами над новым проектом «Сказки народов мира». В рамках этого цикла на экраны мира вышли анимационные картины: «Тимун и нарвал» (режиссер Наталья Орлова), «Корона и скипетр» (режиссер Мария Муат), «Три сестры, которые упали в гору» (режиссер Екатерина Михайлова) и «Про черепаху, которая завоевала уважение» (режиссер Владимир Петкевич). Все фильмы были удостоены многих российских и международных наград. Фильм Натальи Орловой «Тимун и нарвал» получил приз «Кристалл» на престижном международном фестивале анимационных фильмов (Аннеси, Франция) за «Лучший телевизионный фильм».
«Анимос» активно сотрудничает с Министерством культуры Российской Федерации в сфере анимационного и документального кино. В анимации одним из результатов этого сотрудничества стал масштабный проект «Русская классика детям». В его рамках уже снято 18 анимационных картин. Фильмы из этого цикла удостоены многих международных и отечественных призов и дипломов, в том числе:
- 2005 год — «Каштанка» (режиссёр Наталья Орлова) — Премия «Ника» за лучший анимационный фильм.
- 2006 год — «Капитанская дочка» (режиссёр Екатерина Михайлова) — Премия «Золотой орёл» за лучший анимационный фильм.
- 2007 год — «Снегурочка» (режиссёр Мария Муат) — Премия «Ника» за лучший анимационный фильм.
- 2009 год — «Очумелов» (режиссёр Алексей Дёмин) — Премия «Ника» за лучший анимационный фильм.

Одновременно с проектом «Русская классика детям» на студии снимаются авторские и экспериментальные фильмы, в том числе дебютные.
За время существования киностудией создано более 50 анимационных фильмов в различных технологиях: кукольная, рисованная, перекладка, пластилин, живопись на стекле, компьютерная графика.
В документальном кино при поддержке Министерства культуры был создан ряд социально-значимых актуальных картин. Например, «Рыцари долины» — о проблемах русского чуда света заповедной Долины гейзеров (режиссер Ирина Голубева), «Новое небо» — о тайных пружинах современного экономического кризиса (режиссер Тенгиз Семенов) и др. Всего было выпущено 20 документальных лент. Многие из них получили награды на российских и международных фестивалях.

## Фильмография

### Анимационные фильмы
- 1999 «Моби Дик» (26 мин. режиссёр Наталья Орлова)
- 2000 «Корона и скипетр» (13 мин. режиссёр Мария Муат)
- 2000 «Три сестры, которые упали в гору» (13 мин. режиссёр Екатерина Михайлова)
- 2001 «Тимун и нарвал» (13 мин. режиссёр Наталья Орлова)
- 2001 «Черепаха, которая завоевала уважение» (13 мин. режиссёр Владимир Петкевич)
- 2002 «Желтухин» (13 мин. режиссёр Мария Муат)
- 2003 «Девочка Люся и дедушка Крылов» (13 мин. режиссёр Мария Муат)
- 2003 «Гостинец от крёстной» (15 мин. режиссёр Екатерина Михайлова)
- 2003 «Музыкальный магазинчик» (13 мин. режиссёр Софья Кравцова)
- 2004 «Белый домик» (21 мин. режиссёр Сергей Глаголев, Татьяна Ильина)
- 2004 «Про мышонка» (13 мин. режиссёр Мария Муат)
- 2004 «Новогоднее приключение двух братьев» (13 мин. режиссёр Галина Беда)
- 2004 «Каштанка» (21 мин. режиссёр Наталья Орлова)
- 2004 «Эскимо» (9 мин. режиссёр Юлия Аронова)
- 2004 «Жук, корабль, абрикос» (13 мин. режиссёр Юлия Аронова)
- 2005 «Про козла и барана» (13 мин. режиссёр Сергей Глаголев)
- 2005 «Продаётся сивая лошадь» (13 мин. режиссёр Милана Федосеева)
- 2005 «Капитанская дочка» (26 мин. режиссёр Екатерина Михайлова)
- 2006 «Снегурочка» (26 мин. режиссёр Мария Муат)
- 2006 «Новогодняя фантазия Кота-Мурлыки» (26 мин. режиссёр Галина Беда)
- 2006 «Мать и музыка» (13 мин. режиссёр Юлия Аронова)
- 2006 «Про лысую принцессу» (14 мин. режиссёр Софья Кравцова)
- 2006 «Рыжая лиса, белая лиса» (10 мин. режиссёр Вера Пиунова)
- 2006 «Крошечка Хаврошечка» (13 мин. режиссёр Екатерина Михайлова)
- 2006 «Ночь осеннего полнолуния» (13 мин. режиссёр Сергей Глаголев)
- 2006 «Шерсть» (13 мин. режиссёр Наталья Антипова)
- 2007 «Как я ловил человечков» (13 мин. режиссёр Софья Кравцова)
- 2007 «Собачья дверца» (13 мин. режиссёр Наталья Мальгина)
- 2007 «Сказка про волка» (13 мин. режиссёр Милана Федосеева)
- 2008 «Пудя» (13 мин. режиссёр Софья Кравцова)
- 2008 «Камилла» (20 мин. режиссёр Юлия Аронова)
- 2008 «Очумелов» (13 мин. режиссёр Алексей Дёмин)
- 2008 «Жила-была муха» (13 мин. режиссёр Алёна Оятьева)
- 2010 «Девочка, которая порезала пальчик» (13 мин. режиссёр Эдуард Беляев)
- 2010 «Оська святой» (13 мин. режиссёр Наталья Мальгина)
- 2010 «Ваня и леший» (13 мин. режиссёр Сергей Глаголев)
- 2010 «Шатало» (13 мин. режиссёр Алексей Дёмин)
- 2010 «Звезда» (13 мин. режиссёр Софья Кравцова)
- 2011 «Праздник для слонов» (13 мин. режиссёр Алексей Дёмин)
- 2011 «Мать и сын» (13 мин. режиссёр Андрей Ушаков)
- 2012 «Булочка и птичка» (15 мин. режиссёр Инга Коржнева)
- 2012 «Буроба» (13 мин. режиссёр Оксана Холодова)
- 2012 «Тише, бабушка спит!» (13 мин. режиссёр Алексей Дёмин)
- 2014 «День медведя» (13 мин. режиссёр Оксана Холодова)
- 2014 «Роман о лисе» (15 мин. режиссёр Наталья Суринович)
- 2014 «Другие берега» (7 мин. 42 сек., режиссёр Василий Чирков)
- 2014 «Сом и Луна» (6 мин. режиссёр Наталья Рысс)
- 2014 «Аргумент» (3 мин. режиссёр Александр Ильяш)
- 2014 «Про чемоданы» (4 мин. режиссёр Сергей Глаголев)
- 2015 «Смешные желания» (7 мин. режиссёр Екатерина Савина)
- 2015 «Дом» (9 мин. режиссёр Филипп Ярин)
- 2015 «Песни Сё» (6 мин. 26 сек., режиссёр Диана Синеокая)
- 2015 «Цветочница» (8 мин. режиссёр Ринат Газизов)
- 2015 «Круг жизни» (8 мин. 21 сек, режиссёр Кирилл Кравченко)
- 2015 «Андрей Хижина и его горе» (13 мин. режиссёр Алексей Дёмин)
- 2016 «Попугай-дурак шлёт вам привет!» (13 мин. режиссёр Оксана Холодова)
- 2016 «Про охоту» (13 мин. режиссёр Ринат Газизов)
- 2016 «Тукуман» (6 мин. 20 сек. режиссёр Наталья Рысс)
- 2016 «Умнее всех!» (6 мин. режиссёр Сергей Глаголев)

### Полнометражные мультфильмы
- 2012 «Возвращение Буратино» (76 мин. режиссёр Екатерина Михайлова)

### Документальные фильмы
- 2000 «Старше на одну войну» (режиссёр Галина Леонтьева)
- 2001 «Артём» (режиссёр Тенгиз Семёнов совместно с Г.Боровиком)
- 2001 «Саша — тигр» (режиссёр Ирина Квирикадзе)
- 2001 «Место» (режиссёр Аркадий Коган)
- 2002 «Полёт на Нюрнберг» (режиссёр Тенгиз Семёнов)
- 2001-2002 «Время собирать камни» (5 серий)
- 2003 «Татьянин дом» (режиссёр М.Минкин)
- 2004 «Армеец» (режиссёр Василий Корвяков)
- 2004 «Скрипка в конюшне» (режиссёр Ирина Голубева)
- 2004 «Записывающий звук» (режиссёр Людмила Уланова)
- 2004 «Марта» (режиссёры Наталья Гугуева, Аркадий Коган)
- 2005 «Казённый человек» (режиссёр Василий Корвяков)
- 2005 «Золото Туманова» (режиссёр Александр Капков)
- 2006 «Победа» (40 роликов)
- 2006 «Хирург в рясе» (режиссёр Роман Иванов)
- 2008 «Материнская дорога» (режиссёр Ирина Голубева)
- 2008 «Волшебное зеркало Марлена Хуциева» (режиссёр Александр Михайловский)
- 2009 «Рыцари долины» (режиссёр Ирина Голубева)
- 2010 «Новое небо» (режиссёр Тенгиз Семёнов)
- 2011 «День первый… день последний» (режиссёр Тенгиз Семёнов)
- 2012 «Тайна смерти Столыпина» (режиссёр А.Колесников)
- 2012 «Новые мифы великой войны» (режиссёр Тенгиз Семёнов)